# 陳九疇 (萬曆進士)
陳九疇（1536年—？），字時敘，號東華，山東濟南府歷城縣人，民籍，明朝政治人物。

## 生平
嘉靖三十四年（1555年）乙卯科山東鄉試第二名，萬曆五年（1577年）丁丑科會試第二百九十五名，登三甲第二百一十四名進士历官至工部都水司郎中，二十一年正月升山西按察司副使、分巡河東，七月为山西巡抚吕坤所弹劾免职。

## 家族
曾祖陳林；祖父陳孜；父陳仲。母張氏。永感下。弟九功。子陳載春，萬曆庚辰科進士，官至河南副使。